# إدي رودريغيز (لاعب كرة قاعدة)
إدي رودريغيز هو لاعب كرة قاعدة كوبي، ولد في 11 مارس 1959 في هافانا في كوبا.

## وصلات خارجية
- إدي رودريغيز على موقعبيزبول رفرنس.كوم (الدوري الثانوي) (الإنجليزية)